# Castelsardo
Castelsardo – miejscowość i gmina we Włoszech, w regionie Sardynia, w prowincji Sassari. Graniczy z Sedini, Sorso, Tergu i Valledoria.
Według danych na dzień 1 stycznia 2021 r. gminę zamieszkiwało 5687 osób, około 131,21 os./km².

## Historia
Początki miasta związane są z wpływową rodziną Doria z Genui, która w celu ochrony handlu tej miejskiej republiki, w roku 1102 na wysokim wzgórzu rozpoczęła budowę zamku. Na stokach wzgórza wytworzyło się podzamcze, które z biegiem czasu przeistoczyło się w miasto. W ciągu wieków, północna Sardynia wraz z miastem, kilkakrotnie zmieniała przynależność państwową. W związku z tym miasto nosiło kilka różnych nazw (Castel Genovese w latach 1102-1448, Castel Aragonese w latach 1448-1767) w zależności od tego, kto władał tym terytorium w danym momencie. W 1718 roku miasto przeszło w ręce włoskiej Dynastii Sabaudzkiej panującej w Sabaudii i Piemoncie. Na mocy królewskiego dekretu z dnia 8 maja 1767 roku miastu nadano obecną nazwę.
Miejscowość przez wieki była centrum wikliniarstwa (wł. intreccio), któremu poświęcone jest muzeum w zamku. Do tej pory można na uliczkach miasta można spotkać osoby wyrabiające i sprzedające wyroby wykonane tą techniką.

## Zabytki
- Zamek (wł. Castello di Castelsardo nazywany też Castello Bellavista) - obecnie muzeum (Museo dell'Intreccio Mediterraneo);
- Katedra pw. Świętego Antoniego Pustelnika (obecnie Konkatedra Diecezji Tempio-Ampurias) - lata budowy 1597-1622;
- Kościół Matki Bożej Łaskawej (wł. Chiesa di Santa Maria delle Grazie)[4].